# NGC 4037
NGC 4037 је спирална галаксија у сазвежђу Береникина коса која се налази на NGC листи објеката дубоког неба.
Деклинација објекта је + 13° 24' 2" а ректасцензија 12h 1m 23,8s. Привидна величина (магнитуда) објекта NGC 4037 износи 12,0 а фотографска магнитуда 12,8. Налази се на удаљености од 17,2000 милиона парсека од Сунца. NGC 4037 је још познат и под ознакама UGC 7002, MCG 2-31-15, CGCG 69-27, IRAS 11588+1340, PGC 37928.